# Chamaegastrodia inverta
Chamaegastrodia inverta là một loài thực vật có hoa trong họ Lan. Loài này được (W.W.Sm.) Seidenf. mô tả khoa học đầu tiên năm 1994.